# Bahnstrecke Budapest–Belgrad–Skopje–Athen
Die geplante Bahnstrecke Budapest–Belgrad–Skopje–Athen – ein China-CEE-„Kennzeichenprojekt“ (2014) der chinesischen Belt-and-Road-Initiative – ist ein Vorhaben für eine internationale Hochgeschwindigkeitsstrecke in Mittel-/Osteuropa zwischen Budapest (Ungarn), Belgrad (Serbien), Skopje (Nordmazedonien), Athen und dem durch China betriebenen Hafen von Piräus (Griechenland). Mit einer geplanten Geschwindigkeit von 160 km/h auf der neu auszubauenden Bahnstrecke Budapest–Belgrad und 200 km/h bis 250 km/h auf der Bahnstrecke Thessaloniki–Athen. Für die übrigen Strecken gaben die chinesischen Planer noch keine realisierbaren Geschwindigkeiten bekannt. Ursprünglich waren durchgehend Geschwindigkeiten bis zu 300 km/h geplant.
Die erste zu realisierende Strecke, die Bahnstrecke Budapest–Belgrad[veraltet] – mit geplanten chinesischen Investitionen von 2,89 Milliarden USD für den Ausbau auf eine 350 km lange Hochgeschwindigkeitsstrecke – hätte innerhalb von zwei Jahren abgeschlossen sein sollen. Der auf der serbischen Seite bereits angefangene Ausbau stand im Jahr 2018 still.
Im März 2021 berichtete Xinhua, 75 Kilometer zwischen Belgrad und Novi Sad seien in Bau und sollten „in weniger als einem Jahr“ fertiggestellt werden.

## Planungen der EU

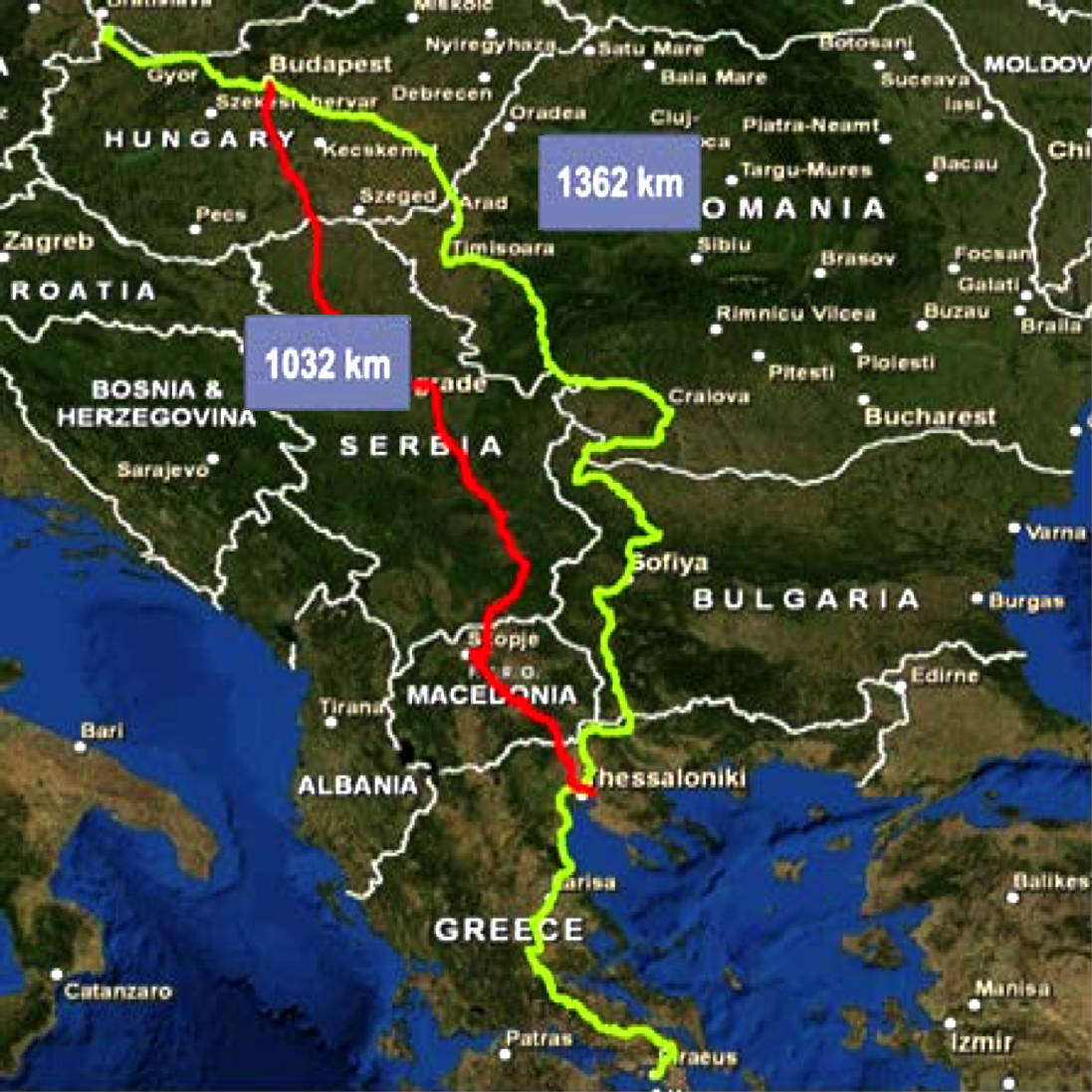
Neuer Vorschlag der Strecke Athen–Budapest der „Balkanroute“ / des Korridors X (rot) im Vergleich zur alten Planung (grün)

In einem Bericht der EU-Kommission 2012/2013, Priority Project 22: Railway axis Athens–Sofia–Budapest–Vienna–Prague–Nuremberg/Dresden (PP22), präsentierten die Planer ihre Überlegungen zur neuen Führung der „Balkanroute“, des Paneuropäischen Verkehrskorridors X (Korridor X) durch Österreich, Slowenien, Kroatien, Serbien, Nordmazedonien und Griechenland (Thessaloniki–Skopje–Belgrad–Budapest/Zagreb–Ljubljana–Graz/Salzburg), die die bis dato über Bulgarien und Rumänien geplante Route Athen–Budapest um 330 km abkürzt – ca. 1.030 km im Vergleich zu 1.362 km der bisherigen südlichen PP22-Planungen. Die neue Streckenführung hat auch eine Reihe weiterer technischer Vorteile: 89 % der Balkanroute ist elektrifiziert, im Vergleich zu 75 % der bisher geplanten PP22-Route und die Trassenführung erlaubt hohe Geschwindigkeiten. Dafür sind 64 % der geplanten Linie eingleisig, im Vergleich zu 54 % der bisherigen PP22-Route.